# 君を想い、バスに乗る
『君を想い、バスに乗る』（きみをおもい、バスにのる　原題：The Last Bus）は、2021年に公開されたイギリス映画。監督はギリーズ･マッキノン、主演はティモシー・スポール。最愛の妻を亡くしたばかりの90歳の老人が妻との約束を果たすために旅に出る。スコットランドの最北端(ジョン・オ・グローツ)から1,350キロ離れたイングランドの最南端(コーンウォールのランズエンド)まで、高齢者用のフリーパスを使った路線バスの旅である
。

## プロット
60数年前、若い夫婦だったトムとメアリーはある理由のためにコーンウォールから遠く離れたジョン・オ・グローツへ引っ越してきた。メアリーが亡くなり、ひとりになったトムはランズエンドまでの旅を計画した。フリーパスを使った路線バスの旅である。スーツケースの中にはメアリーとの約束を果たすための大切なものが入っていた。
それは60数年前の思い出を逆方向になぞる旅でもあった。同じルート、同じ宿の同じ部屋、同じカフェの同じパイ。しかし旅にトラブルはつきものだ。大切なスーツケースを盗まれたり、寝過ごしてしまって予定の宿に泊まれなかったり。バスの事故で負傷して病院へ担ぎ込まれたり、意地悪な運転手からフリーパスは無効だ降りろと言われたり。
良いこともあった。自動車整備士の経験を生かしてエンコしたクルマを直して感謝されたり、行き倒れになりそうなところを親切な人に助けてもらったり、乗り合わせたチアリーダーの集団と楽しい時間を過ごしたり。移民にからんでるレイシストの兄ちゃんに注意したら逆ギレされたがバスの乗客全員が味方になって助けてくれたり。
バスで旅を続けるトムのことをソーシャルメディアに投稿する人たちがいていつのまにか有名人になっていた。長い旅の終わり、墓参りを終え、ようやくランズエンドのバス停に降り立つと、待ち構えていたたくさんの人から拍手されて面食らった。足取りはおぼつかなかったがトムは防波堤の端まで歩き、メアリーとの約束を果たすことができた。

## キャスト
- ティモシー・スポール - トム
- フィリス･ローガン - メアリー
- ナタリー・ミッソン - 若い頃のメアリー
- ベン・ユーイング - 若い頃のトム
- パトリシア・パンサー - トレイシー
- JS・ダフィー - ピート
- サスキア・アッシュダウン - イモジェン

## クルー
- 監督 - ギリーズ･マッキノン
- プロデューサー - ロイ･ボウルター、ソル･パパドプーロス
- 脚本 - ジョー･エインズワース
- 撮影 - ジョージ･キャメロン･ゲディーズ
- 編集 - アン･ソーペル
- 美術 - アンディ・ハリス
- 衣装 - ジル・ホーン
- 音楽 - ニック・ロイド・ウェバー

## 評価

### 受賞
バーリ国際映画祭（2021年、バーリ、イタリア）でティモシー・スポールが最優秀主演男優賞を受賞した。